# Polutla
Polutla är en ort i Mexiko.   Den ligger i kommunen Papantla och delstaten Veracruz, i den sydöstra delen av landet, 230 km nordost om huvudstaden Mexico City. Polutla ligger 150 meter över havet och antalet invånare är 1 152.
Terrängen runt Polutla är huvudsakligen platt, men åt sydost är den kuperad. Polutla ligger uppe på en höjd. Runt Polutla är det ganska tätbefolkat, med 179 invånare per kvadratkilometer. Närmaste större samhälle är Papantla de Olarte, 11,3 km sydväst om Polutla. Trakten runt Polutla består till största delen av jordbruksmark.